# Джулиус Усман
Джулиус Усман (индон. Julius Usman; 15 августа 1945, Пиди — 30 июня 2007, Джакарта) — индонезийский политик, активный участник антикоммунистической кампании 1965—1966 и свержения президента Сукарно, председатель молодёжного союза КАППИ. При «новом порядке» Сухарто находился в оппозиции, участвовал в протестных выступлениях. Один из основателей Партии демократического союза Индонезии. Был депутатом индонезийского парламента от Демократической партии борьбы.

## Председатель КАППИ
Родился в мусульманской семье из провинции Ачех (Суматра). Был старшим из четырёх братьев и сестёр. Придерживался демократических и антикоммунистических взглядов, был противником КПИ и режима Сукарно. Осенью 1965 года, после попытки переворота Унтунга, Джулиус Усман активно примкнул к антикоммунистической кампании.
Джулиус Усман возглавил Союз действия учащейся молодёжи Индонезии (КАППИ) — антикоммунистическую организацию школьников. Активно участвовал в демонстрациях TRITURA, требовал запрета КПИ и идеологии коммунизма, чистки госаппарата от коммунистов, снижения потребительских цен. КАППИ сыграл важную роль в разгроме КПИ и свержении Сукарно.

## Оппозиционный политик
При «новом порядке» Джулиус Усман находился в оппозиции режиму Сухарто. С позиций демократии и идеологии Панча Сила выступал против диктатуры и коррупции. Участвовал в январских беспорядках 1974 года — протестах против визита в Индонезию японского премьера Какуэя Танаки. Был арестован, но вскоре освобождён.
Джулиус Усман продолжал выступать против режима Сухарто. В 1996 году он участвовал в создании оппозиционной Партии демократического союза Индонезии (PUDI). Это рассматривалось как смелый политический шаг, поскольку в то время запрещалось создание партий, кроме лояльных властям Голкара, Партии единства и развития и Демократической партии Индонезии. Занимал пост генерального секретаря PUDI. Основным требованием партии был переход Индонезии к парламентской демократии.
В 1998 году под давлением протестов Сухарто ушёл в отставку. В Индонезии начались демократические реформы. Перед выборами 1999 года Джулиус Усман претендовал на пост вице-президента Индонезии; в президенты выдвигался председатель PUDI Шри Бинтан Памункас. Однако партия получила незначительное количество голосов и в парламент не прошла. После этого Джулиус Усман неожиданно вышел из PUDI и примкнул к Демократической партии борьбы Индонезии (ДПБИ).
В 1999—2004 Джулиус Усман был депутатом Совета народных представителей от ДПБИ. В 2004 году покинул и эту партию из-за конфликта с руководством. На выборах 2004 вместе с Партией национального пробуждения поддерживал Юдойоно. Однако вскоре он разочаровался в политике президента и создал популистско-демократическое Движение за отмену мандата.
Джулиус Усман заработал репутацию политика нонконформистского и конфликтного. Отмечалось, что в партиях, где он состоял, аппарат был настроен к нему жёстко негативно.

## Кончина и память
Джулиус Усман скоропостижно скончался после обеда в доме своей матери. Причиной смерти стала болезнь сердца.
На похоронах Джулиуса Усмана присутствовали представители различных политических партий. Все они подчёркивали высокий идеализм покойного, его политическую принципиальность и верность нации, призывали индонезийских политиков брать с него пример.
Джулиус Усман был женат, имел трёх сыновей и двух дочерей.

## Совпадение имени
Имя Джулиус Усман носил также активист студенческого союза КАМИ — дружественной КАППИ организации — погибший в уличном столкновении со сторонниками Сукарно.